# استارو-وولژسکی
استارو-وولژسکی (به لاتین: Staro-Volzhsky) یک منطقهٔ مسکونی در روسیه است که در استان آستراخان واقع شده‌است.